# Lagunas Bravas
Las lagunas Bravas son tres lagos pequeños alineados de norte a sur ubicados en la Región de Atacama, Chile,  a la latitud del Chañaral, pero cerca de la frontera con Argentina, donde se ubica una parte menor de la cuenca hidrográfica de las lagunas. De las tres lagunas, la más grande esta al sur.
Las características morfométricas y climatológicas más relevantes de las lagunas son:: II-147 
- altura: 4250 m
- superficie de la cuenca: 545 km²
- superficie de las lagunas: 8,4 km² (sur); 0,7 km² (centro); 0,9 km² (norte)
- precipitaciones: 140 mm/año
- evaporación potencial: 1000 mm/año
- temperatura media: -2 °C

Todas las cuencas hidrográficas del item 030 del Banco Nacional de Aguas de la Dirección General de Aguas son endorreicas. Algunas extienden su superficie de drenaje hasta Argentina.

## Historia
Francisco Solano Asta-Buruaga y Cienfuegos escribió en 1899 en su obra póstuma Diccionario Geográfico de la República de Chile sobre los cerros que le dan el nombre:
Laguna Brava (Cerros de).-—Yacen por los 26° 18' Lat. y 68° 39' Lon. en la sección sudeste del departamento de Taltal. Su mayor eminencia se levanta á 4,606 metros sobre el nivel del Pacífico. A su base occidental forman los derrames de estos cerros un extenso depósito de aguas salinas, cuya superficie tiene la altitud de 4,010 metros. Su propio nombre de Laguna Brava lo ha trasmitido á esas alturas.
Luis Risopatrón lo describe en su Diccionario Jeográfico de Chile de 1924:: 95 
Bravas (Lagunas) 26° 19' 68° 37'. Son cuatro, se hallan próximas las unas a las otras i tienen aguas saladas, pero bebibles en caso de necesidad; sus riberas son inhospitalarias, salvo en la orilla E de la laguna de mas al N, en la que crecen algunas hebras de un pasto amarillo raquítico i brotan vertientes que hacen menos saladas las aguas de la laguna en esta parte. Ofrecen pajonales i pata de perdiz, como combustible en los alrededores i se encuentran en una rejion de riguroso clima, a unos 4 280 m de altitud, hacia el NE del salar de Piedra Parada, cercanas a la línea de límites con la Arjentina. En dos de las lomas, de sus vecindades, se erijieron pirámides divisorias, en 1905, a 4 380 i 4 360 m de altitud. 98, carta de San Román (1892); 99, p. 40; 117, p. 105, 114, 130, 169 i 262; 134; i 156; i laguna Brava en 1, X, p. 209; i 98, II, p. 326 i 330; i.III, p. 158.
Por su Hoya pasaba parte del camino más corto y directo entre Copiapó y Salta.